# Friedrich Christoph Perthes

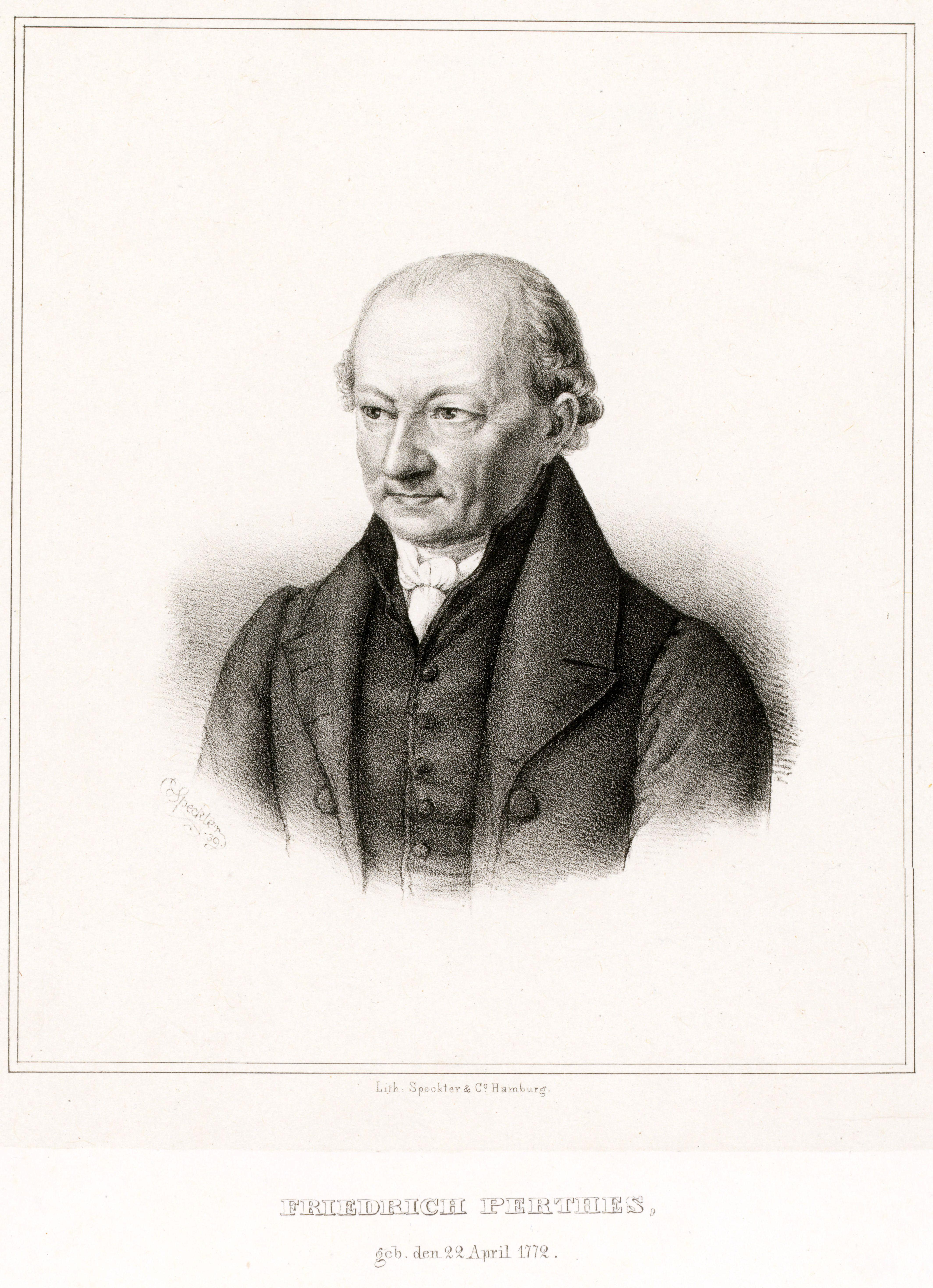
Friedrich Christoph Perthes 1839, Lithografie von Otto Speckter

Friedrich Christoph Perthes (* 21. April 1772 in Rudolstadt; † 18. Mai 1843 in Gotha) war ein deutscher Buchhändler und Verleger.
Das Wirken dieser neben Johann Friedrich Cotta und Friedrich Arnold Brockhaus wohl markantesten Verlegerpersönlichkeit der Goethezeit wird heute in erster Linie mit der Neuorganisation des deutschen Buchhandels, darunter der Gründung des Börsenvereins (1825), in Verbindung gebracht. Mindestens ebenso bedeutsam war jedoch seine Tätigkeit aus wissenschaftsgeschichtlicher Sicht: mit großangelegten Buch- und Zeitschriftenprojekten bot er zahlreichen jüngeren Wissenschaftlern, vor allem Theologen und Historikern, optimale Ausgangsbedingungen zum innerfachlichen Aufstieg und zur Steigerung des öffentlichen Ansehens.

## Leben
Seine Vorfahren standen väterlicher- wie mütterlicherseits als Beamte im Dienst der Fürsten von Schwarzburg-Rudolstadt. Er war ein Onkel zweiten Grades von Jenny Marx und der Schwiegersohn von Matthias Claudius.
Friedrich Perthes folgte beruflich dem Vorbild seines Onkels, des Gothaer Verlagsbuchhändlers Justus Perthes, und trat 1787 eine Lehre beim Leipziger Verlagsbuchhändler Adam Friedrich Böhme an. Im Jahr 1793 nahm ihn Benjamin Hoffmann in Hamburg als Gehilfe in seine Buchhandlung auf. Dieser Wechsel nach Hamburg brachte Friedrich Perthes die entscheidenden Impulse für sein weiteres Leben. Zunächst erwies sich der Kontakt zum Freundeskreis um Johann Michael Speckter und Daniel Runge als ausschlaggebend, wo ihm das aufklärerische Denken Immanuel Kants, Johann Gottfried Herders und Friedrich Schillers nähergebracht wurde.  Eine lebenslange Freundschaft verband ihn mit dem Maler Philipp Otto Runge, der ihn auch porträtierte. Nicht zuletzt die guten Beziehungen zu den Hamburger Kaufmannsfamilien ermöglichten Perthes am 11. Juli 1796 die Gründung der ersten reinen Sortimentsbuchhandlung in Hamburg. Das Geschäft befand sich seit 1805 am Jungfernstieg Nr. 22 und zeichnete sich vor allem durch kundenfreundliche Innovationen wie das Angebot fertiggebundener Bücher in Regalen, Sitzmöglichkeiten und Schaufensterauslagen aus. Obwohl sie infolge des wirtschaftlichen Niedergangs Hamburgs seit 1799 schwere Umsatzeinbußen hinnehmen mussten, konnten Perthes und sein 1799 beigetretener Teilhaber und Schwager, Johann Heinrich Besser, das Geschäft dank Aufnahme eigener Verlagsprojekte sowie der finanziellen Intervention Hamburger und Leipziger Freunde und adliger Gönner aus dem Umkreis von Matthias Claudius stabilisieren und seit 1811 sogar ausweiten. Die Bekanntschaft zu Claudius war Perthes durch den Philosophen Friedrich Heinrich Jacobi vermittelt worden; sie führte schließlich sogar dazu, dass Perthes 1797 in Wandsbek Claudius’ Tochter Caroline Ilsabe heiratete. Der daraus erwachsende intensive Kontakt mit den befreundeten Adelskreisen in Emkendorf und Münster bewirkte einen tiefgreifenden Wandel in Perthes’ Denken: der Wunsch nach einer langsamen Reform der Gesellschaft auf der Basis eines konfessionsübergreifenden Christentums trat in den Vordergrund. Diese Umorientierung spiegelt sich auch im Verlagsprogramm wider: die wichtigsten Autoren der ersten Jahre, darunter Matthias Claudius mit den letzten Teilen seiner Werkausgabe (1797–1812), Friedrich Wilhelm Schelling mit Von der Weltseele (1798) sowie Friedrich Leopold Graf von Stolberg mit der Geschichte der Religion Jesu Christi (1806–1818) gehörten diesen christlich-konservativen Kreisen an.
Die Siege Napoleons über Österreich und Preußen und die anschließende Besetzung Hamburgs Ende 1806 empfand Perthes als politische Katastrophe. Sein Wunsch, den deutschen Intellektuellen in ihrem staatenübergreifenden Widerstand gegen das dominante Frankreich eine Diskussionsplattform bereitzustellen, mündete 1810/11 in das Zeitschriftenprojekt Vaterländisches Museum ein, an dem u. a. Friedrich Schlegel, Joseph Görres und Jean Paul teilnahmen. Nach dem Scheitern des Russlandfeldzugs übernahm Friedrich Perthes leitende Funktionen in der Bürgergarde und beteiligte sich aktiv an der Vertreibung der französischen Besatzung im März 1813. Die zeitweilige Rückeroberung Hamburgs zwangen ihn und seine Familie zur Flucht; das Geschäft wurde mit allen Waren konfisziert. Die intensive militärisch-politische Zusammenarbeit mit Ferdinand Beneke, Karl Sieveking und Carl Georg Curtius gipfelte im August 1813 in der Bildung des „Hanseatischen Directoriums“ – einer Art Exilregierung, in der Hamburgs Interessen gegenüber den Verbündeten vertreten wurden. Friedrich Perthes setzte sich für die Bildung eines an die alte Hanse anknüpfenden norddeutschen Staatenbundes ein, um die Unabhängigkeit der Städte zu sichern. Ebenfalls untrennbar verbunden mit den Verhandlungen des Wiener Kongresses war die 1816 anonym herausgegebene Schrift Der deutsche Buchhandel als Bedingung des Daseyns einer deutschen Literatur – hierin leitete Perthes aus der zentralen Bedeutung von Wissenschaft und Literatur für die Identität der Deutschen die Notwendigkeit eines wirksamen Verlagsrechts ab.

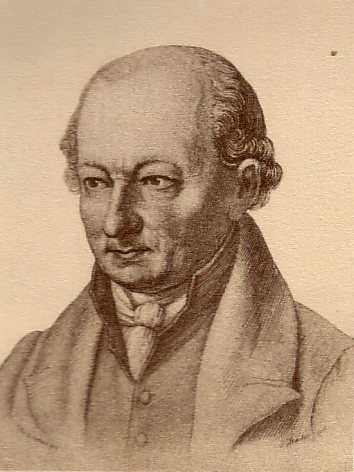
Weiteres Porträt von Perthes

In den folgenden Jahren engagierte sich Friedrich Perthes im Rahmen der Erweckungsbewegung an führender Stelle in der Hamburgisch-Altonaischen Bibelgesellschaft. Nach dem Tod seiner ersten Frau Karoline (1821) verließ er im März 1822 Hamburg und siedelte mit seinen jüngsten Kindern nach Gotha zu seiner seit 1818 mit Wilhelm Perthes (Sohn von Justus Perthes) verheirateten Tochter Agnes Marie über, wo er sich 1825 mit der verwitweten Charlotte Hornbostel (1794–1874), geb. Becker, verheiratete. Aus dieser Ehe gingen vier Kinder hervor. Im Zuge dieser Veränderung überließ er seinem Teilhaber die Sortimentsbuchhandlung „Perthes & Besser“, blieb jedoch zeichnungsberechtigt und übernahm den Großteil der Verlagsartikel. Gleichzeitig schädigte die Auseinandersetzung mit dem „Rationalisten“ Johann Heinrich Voß, in dessen Verlauf sich viele liberale Intellektuelle von ihm abwandten, sein öffentliches Ansehen. Die äußerst schmerzhafte Erfahrung bewirkte Perthes’ Abkehr von der publizistischen Wirksamkeit zugunsten einer indirekten Einflussnahme über die Förderung der Geisteswissenschaften. Folgerichtig unterstützte er die Bestrebungen zur Gründung eines Historischen Vereins in Hamburg (1822–24) und baute in Gotha einen neuen Verlag auf. Hier erschienen seit 1828 die Theologischen Studien und Kritiken (herausgegeben von Carl Christian Ullmann und Friedrich Wilhelm Carl Umbreit), seit 1829 die Geschichte der Europäischen Staaten (herausgegeben von Arnold Heeren und Friedrich August Ukert) und 1832 die Historisch-politische Zeitschrift (herausgegeben von Leopold von Ranke). Nachdem bereits 1840 die Einbeziehung des Sohnes Andreas (neue Firmierung als Friedrich & Andreas Perthes, Hamburg und Gotha) in das Geschäft erfolgte, blieb der 1854 in „Friedrich Andreas Perthes“ umbenannte Verlag bis 1890 in Familienbesitz und wurde 1937 aufgelöst. Die Buchhandlung ging nach dem endgültigen Austritt von Friedrich Perthes im Jahr 1836 an die Erben von Johann Heinrich Besser und firmierte unter „Perthes, Besser und Mauke“.
Perthes fand seine letzte Ruhestätte auf dem Gothaer Friedhof II, das Grab ist heute jedoch nicht mehr erhalten.
2025 rief der Börsenverein des Deutschen Buchhandels den Friedrich-Perthes-Preis ins Leben.

## Veröffentlichungen
- Der deutsche Buchhandel als Bedingung des Daseins einer deutschen Literatur. An Franz Varrentrapp als Handschrift mitgetheilt. Perthes, Gotha 1816. Seitdem ständig wieder aufgelegt. (Digitalisat und Volltext im Deutschen Textarchiv)

Neuausgabe als Der deutsche Buchhandel als Bedingung des Daseins einer deutschen Literatur. Mit einem Nachwort und hrsg. von  Gerd Schulz, Reclam, Stuttgart 1967, ISBN 3-15-009000-8. Viele Ausgaben, zuletzt 1995.